# Fausta Garavini
Fausta Garavini (Bolonya, 15 de gener de 1938) és una escriptora, assagista i traductora lletraferida italiana. Aquesta especialista de l'escriptor Michel de Montaigne va ser l'esposa de l'escriptor occità Robèrt Lafont.

## Obres
- Gli occhi dei pavoni (Vallecchi, 1979)
- Diletta Costanza (Marsilio, 1996)
- Uffizio delle tenebre (Marsilio, 1998)
- In nome dell'imperatore (Cierre, 2008)
- Diario delle solitudini (Bompiani, 2011)
- Storie di donne (Bompiani, 2012)